# پیشادیرین‌دد
پیشادیرین‌دد (نام علمی: Propalaeotherium) نام یک سرده از تیره پارینه‌ددان است.